# Avenida de Joan Miró
La avenida de Joan Miró es una avenida situada en la ciudad de Palma de Mallorca, capital de las Islas Baleares, en España.

## Descripción
Lleva el nombre del famoso pintor Joan Miró, quién residió y murió en la ciudad. La avenida está situada en el Distrito Poniente y atraviesa los barrios de Son Armadams, El Terreno, Portopí, Cala Major y Sant Agustí. Se extiende desde la calle del Marqués de la Senia (junto al Paseo Marítimo) hasta el término municipal de Calviá. Tiene una longitud total de 5400 metros.

## Transporte
En autobús queda conectado mediante las siguientes líneas de la EMT: 
| Línea | Trayecto                     | Recorrido | Frecuencia |
| ----- | ---------------------------- | --------- | ---------- |
| 1     | Aeropuerto - Ciudad - Puerto | Recorrido | 12 minutos |
| 3     | Puente de Inca - Illetes     | Recorrido | 9 minutos  |
| 20    | Sant Agustí - Son Espases    | Recorrido | 25 minutos |
| 41    | Bus nocturno                 | Recorrido | 15 minutos |
| 46    | Génova - Sant Agustí         | Recorrido | 20 minutos |
| 50    | Bus turístico                | Recorrido | 20 minutos |